# Genggelang
Genggelang is een bestuurslaag in het regentschap Noord-Lombok van de provincie West-Nusa Tenggara, Indonesië. Genggelang telt 10.566 inwoners (volkstelling 2010).